# Nørhald Herred
Nørhald Herred var et herred i det tidligere Randers Amt.

## Historie
I  Kong Valdemars Jordebog hed det Hallæhæreth og i  middelalderen lå det i Ommersyssel. Senere kom det under Dronningborg Len, og efter 1660 hørte det til Dronningborg Amt. Nørhald Herred grænser mod nord til Onsild og  Gjerlev Herreder, mod øst til Randers Fjord, mod syd til Støvring Herred, hvorfra det for en del skilles ved Kousted Å, og mod vest til Viborg Amt (Sønderlyng og Nørlyng Herreder), fra hvilket det skilles ved Skals Å.
Indtil 2007 lå herredet i dele af Nørhald Kommune, Purhus Kommune og Hobro Kommune. Nu er det del af Randers Kommune og Mariagerfjord Kommune.

## Statistik
Indbyggerantal i 1960: 6.334
Indbyggerantal i 2016 : 8.494
Areal i km2 : 170,53
Største byer 2016
- Spentrup 2.438
- Fårup 1.009
- Asferg 621

## Sogne i Nørhald Herred
- Asferg Sogn
- Fårup Sogn (Faarup)
- Gassum Sogn
- Glenstrup Sogn
- Hald Sogn
- Kousted Sogn
- Linde Sogn
- Spentrup Sogn
- Tvede Sogn
- Vester Tørslev Sogn

## Billeder
- Herredsvåben 1584
- Herredsvåben 1655
- Nørhald Herred omkring 1900